# Snurråsen
Snurråsen is een plaats in de Noorse gemeente Siljan, provincie Telemark. Snurråsen telt 338 inwoners (2007) en heeft een oppervlakte van 0,26 km².